# Дуа Кумейл
Дуа Кумейл в шиитском исламе — одна из рекомендуемых (мустахабб) молитв (дуа), которая читается в середине месяца шаабан и в каждый вечер четверга. Согласно шиитским хадисам, этой молитве имам Али ибн Абу Талиб научил своего сподвижника Кумейла ибн Зияда, откуда и проистекает название дуа. Кумейл ибн Зияд Нахаи был одним из близких сподвижников Али ибн Абу Талиба, первого имама мусульман-шиитов.

Кумейл — одна из лучших молитв. Это молитва Пророка Хидра (Хизра), которой Повелитель правоверных имам Али (мир ему) обучил Кумейла ибн Зияда, своего приближенного сторонника. Её чтение желательно в середине месяца шаабан и каждую ночь на пятницу. Молитва помогает одолеть врагов, увеличить надел (заработок), способствует прощению грехов.
— Алламе Маджлиси
В настоящее время дуа входит, в частности, в один из известных сборников шиитских молитв, зияратов и дуа — «Мафатих аль-джинан» шейха Аббаса Куми.
Перевод молитвы на русский язык, выполненный Алматом и Лейлой Абсаликовыми и Маликой Ибрагимовой приведен в книге «Избранное из „Мафатих аль-Джинан“».

## Происхождение молитвы
Алламе Маджлиси отмечает, что во времена имама Али молитва Кумейл читалась в мечети Басры 15 шаабана. Кумейл ибн Зияд был одним из постоянных посетителей этой мечети. Услышав это дуа и поразившись его красоте, Кумейл попросил имама Али научить его данной молитве. Тогда имам Али надиктовал Кумейлу её текст, рекомендовав читать данное дуа в ночь на пятницу и охарактеризовав его как средство защиты от козней врагов.
Шейх Мухаммад ат-Туси также называл эту молитву «дуа аль-Хадир». Он сообщил, что Кумейл ибн Зияд видел, как имам Али читает её во время земного поклона (суджуд).

## Тематика дуа Кумейл
В тексте молитвы Кумейл поднимаются важные теологические и философские темы и проблемы. Кроме того, дуа Кумейл имеет важное значение для исламского ирфана и тасаввуфа. В частности, в ней идет речь об атрибутах Аллаха, о грехе и прощении, об адских муках и о милосердии Аллаха. В тексте дуа содержатся такие важные богословские идеи, как указание на безграничность милости Аллаха, на невозможность вечных адских мук для мусульманина, совершившего грехи, однако искренне уверовавшего в Аллаха. Молитва призывает верующего не отчаиваться в милосердии Аллаха и настойчиво испрашивать прощения за свои грехи.